# Pietro Spada
Pietro Spada (29. července 1935 Řím – 31. prosince 2022) byl italský klavírista a muzikolog. Byl znám především jako objevitel a interpret řady méně známých skladatelů minulosti. Nahrál tak například klavírní dílo Johna Fielda či Muzia Clementiho a byl editorem mnoha doposud nevydaných hudebních skladeb.
Spada vystudoval klavír na římské Konzervatoři sv. Cecilie roku 1956, studoval také kompozici a svá studia završil na Milánské konzervatoři u Giorgia Federica Ghediniho. Jako klavírista vystoupil v řadě zemí světa. Působil také jako profesor hudby v USA a v Itálii a věnoval se muzikologickému výzkumu.